# The Chronological Classics: Teddy Wilson and His Orchestra 1934-1935
| Recensione | Giudizio |
| ---------- | -------- |
| AllMusic   | [ 1 ]    |

The Chronological Classics: Teddy Wilson and His Orchestra 1934-1935 è una Compilation del pianista jazz statunitense Teddy Wilson, pubblicato dall'etichetta discografica francese Classics Records nel 1990.

## Tracce
1. Somebody Loves Me – 3:04 (Buddy DeSylva, George Gershwin) – Registrato il 22 maggio 1934 a New York
2. Sweet and Simple – 3:26 (Jack Yellen, Irving Caesar, Ray Henderson) – Registrato il 22 maggio 1934 a New York
3. Liza – 3:06 (Ira Gershwin, George Gershwin) – Registrato il 22 maggio 1934 a New York
4. Rosetta – 3:07 (Earl Hines, Henri Woode) – Registrato il 22 maggio 1934 a New York
5. I Wished on the Moon – 3:04 (Dorothy Parker, Ralph Rainger) – Registrato il 2 luglio 1935 a New York
6. What a Little Moonlight Can Do – 2:58 (Harry Woods) – Registrato il 2 luglio 1935 a New York
7. Miss Brown to You – 3:00 (Leo Robin, Richard A. Whiting, Ralph Rainger) – Registrato il 2 luglio 1935 a New York
8. A Sunbonnet Blue – 2:52 (Irving Kahal, Sammy Fain) – Registrato il 2 luglio 1935 a New York
9. What a Night, What a Moon, What a Girl – 2:56 (John Jacob Loeb) – Registrato il 31 luglio 1935 a New York
10. I'm Painting the Town Red – 2:58 (Sam H. Stept, Charles Tobias, Charles Newman) – Registrato il 31 luglio 1935 a New York
11. It's Too Hot for Words – 2:46 (Walter Samuels, Leonard Whitcup, Teddy Powell) – Registrato il 31 luglio 1935 a New York
12. Sweet Lorraine – 3:03 (Mitchell Parish, Cliff Burwell) – Registrato il 31 luglio 1935 a New York
13. Liza – 2:38 (Ira Gershwin, George Gershwin) – Registrato il 31 luglio 1935 a New York
14. Every Now and Then – 3:16 (Al Lewis, Al Sherman, Abner Silver) – Registrato il 7 ottobre 1935 a New York
15. It Never Dawned on Me – 3:09 (Sam M. Lewis, J. Fred Coots) – Registrato il 7 ottobre 1935 a New York
16. Liza – 2:57 (Ira Gershwin, George Gershwin) – Registrato il 7 ottobre 1935 a New York
17. Rosetta – 3:00 (Earl Hines, Henri Woode) – Registrato il 7 ottobre 1935 a New York
18. Twenty-Four Hours a Day – 3:01 (Arthur Swanstrom, James F. Dandley (James F. Hanley)) – Registrato il 25 ottobre 1935 a New York
19. Yankee Doodle Never Went to Town – 2:44 (Ralph Freed, Bernie Hanighen) – Registrato il 25 ottobre 1935 a New York
20. Eeny Meeny Miny Mo – 3:11 (Johnny Mercer, Matty Malneck) – Registrato il 25 ottobre 1935 a New York
21. If You Were Mine – 3:11 (Johnny Mercer, Matty Malneck) – Registrato il 25 ottobre 1935 a New York
22. I Found a Dream – 3:08 (Don Hartman, Jay Gorney) – Registrato il 22 novembre 1935 a New York
23. On Treasure Island – 2:53 (Edgar Leslie, Joe Burke) – Registrato il 22 novembre 1935 a New York

## Musicisti
Somebody Loves Me / Sweet and Simple / Liza / Rosetta
- Teddy Wilson - pianoforte (solo)

I Wished on the Moon / What a Little Moonlight Can Do / Miss Brown to You / A Sunbonnet Blue

(Teddy Wilson and His Orchestra)
- Teddy Wilson - pianoforte
- Billie Holiday - voce
- Roy Eldridge - tromba
- Benny Goodman - clarinetto (eccetto brano: A Sunbonnet Blue)
- Ben Webster - sassofono tenore
- John Trueheart - chitarra
- John Kirby - contrabbasso
- Cozy Cole - batteria

What a Night, What a Moon, What a Girl / I'm Painting the Town Red / It's Too Hot for Words / Sweet Lorraine

(Teddy Wilson and His Orchestra)
- Teddy Wilson - pianoforte
- Billie Holiday - voce (eccetto brano: Sweet Lorraine)
- Roy Eldridge - tromba
- Cecil Scott - clarinetto
- Hilton Jefferson - sassofono alto
- Ben Webster - sassofono tenore
- Lawrence Lucie - chitarra
- John Kirby - contrabbasso
- Cozy Cole - batteria

Liza
- Teddy Wilson - pianoforte (solo)

Every Now and Then / It Never Dawned on Me / Liza / Rosetta
- Teddy Wilson - pianoforte (solo)

Twenty-Four Hours a Day / Yankee Doodle Never Went to Town / Eeny Meeny Miny Mo / If You Were Mine

(Teddy Wilson and His Orchestra)
- Teddy Wilson - pianoforte
- Billie Holiday - voce
- Roy Eldridge - tromba
- Benny Morton - trombone
- Chu Berry - sassofono tenore
- Dave Barbour - chitarra
- John Kirby - contrabbasso
- Cozy Cole - batteria

I Found a Dream / On Treasure Island
- Teddy Wilson - pianoforte (solo)[2]